# Cabin Fever (Lost)
"Cabin fever" (titulado "Fiebre en la cabaña" en España) es el undécimo episodio de la cuarta temporada de la serie Lost, de la cadena de televisión ABC. Fue escrito por Elizabeth Sarnoff y Kyle Pennington, y dirigido por Paul Edwards.
El episodio fue emitido en Estados Unidos y Canadá el 8 de mayo de 2008, consiguiendo reunir una audiencia media de 11,28 millones de espectadores.

## Trama

### En la isla
John Locke, Ben y Hugo continúan buscando la cabaña de Jacob con el objetivo de que éste les diga cómo salvar la isla. Inicialmente no tienen éxito, pero durante un sueño, Locke recibe instrucciones de Horace Goodspeed, un antiguo integrante de la Iniciativa Dharma, que murió en la isla durante la purga que sufrió la compañía y fue quien construyó la cabaña. Locke va al sitio donde están los restos de las víctimas de la masacre, le cuenta a Hugo que es obra de Ben y localiza el bolso de Horace, del que extrae un mapa que usa para localizar la cabaña. 
Locke entra en la cabaña y encuentra al fallecido Christian Shephard, con su hija Claire Littleton. Christian le dice que no es Jacob, pero que puede hablar en su nombre, le advierte que los mercenarios van a volver a la isla y que la única forma que tiene para salvarla es moviéndola.
En el carguero Kahana, el mercenario Martin Keamy está de regreso de su fracasado ataque a las barracas de Los Otros. Está furioso por lo ocurrido, dice que murieron varios de sus hombres y acusa al capitán Gault de haberlo entregado a Ben, pero Gault le informa de que Michael es el espía. Martin golpea y trata de matar a Michael disparándole, pero el arma se atasca. El capitán convence a Martin de la importancia de dejar vivo a Michael, porque solamente él puede reparar el buque, porque él realizó el sabotaje y sólo él conoce dónde están los daños. Sayid consigue, ayudado por el capitán Gault, tomar una zodiac para ir a la isla y transportar a los supervivientes al barco, ya que sabe que los mercenarios se disponen a volver con el objetivo de matarlos a todos. Desmond no acepta acompañarlo pues dice que no volverá a la isla después de haber logrado salir de ella.
Algunas horas después de la partida de Sayid, un soldado oye el mensaje de Daniel Faraday desde la isla, diciendo que encontraron el cadáver del doctor, pero el propio doctor responde que eso es imposible porque él está vivo ahí, en el barco. Martin Keamy encabeza un motín a bordo y le ordena a Frank Lapidus, a punta de pistola, preparar el helicóptero para partir a la isla, pero Lapidus rehúsa argumentando que fue contratado para transportar "científicos, no soldados" y Martin le responde matando al doctor Ray y a Gault, después de lo cual Lapidus asiente y Martin se va del carguero con un grupo de mercenarios, con la intención de "volver la isla una antorcha". Cuando el helicóptero vuela sobre el campamento de los sobrevivientes en la playa, Frank les deja caer un teléfono satelital.

### Flashback
Los flashbacks están centrados en John Locke, y recorren su vida desde su nacimiento hasta el momento en que se queda parapléjico. El episodio comienza en los años 50 cuando la muchacha de 16 años Emily Locke se prepara para ir a una cita con un hombre que dobla su edad. Su madre trata de detenerla, pero Emily, con seis meses de embarazo, escapa y es atropellada por un automóvil. El trauma provoca el nacimiento prematuro del bebé John Locke. Aparece Richard Alpert viendo al bebé y luego los visita cuando John es niño con el pretexto de encuestarlo para una escuela especial. En realidad le muestra una serie de objetos, John escoge un puñal pero Richard dice "Eso no te pertenece" y se va muy molesto. Ya cuando John ha quedado parapléjico, en el hospital, también aparece Matthew Abaddon para tratar de influenciar su futuro.